# Anni 160 a.C.
Gli anni 160 a.C. sono il decennio che comprende gli anni dal 169 a.C. al 160 a.C. inclusi.

## Nati
- 15 ottobre - Tolomeo Eupatore, principe egizio († 152 a.C.)165 a.C.
- Sima Tan, astrologo e storico cinese († 110 a.C.)163 a.C.
- Marco Emilio Scauro, politico e militare romano
- Tiberio Sempronio Gracco, politico romano († 132 a.C.)162 a.C.
- Quinto Lollio, militare romano

## Morti
- Quinto Ennio, poeta, drammaturgo e scrittore romano (n. 239 a.C.)
- Jia Yi, poeta e scrittore cinese168 a.C.
- Arsace IV, sovrano
- Cecilio Stazio, commediografo romano (n. 230 a.C.)167 a.C.
- Gaio Claudio Pulcro, politico e generale romano166 a.C.
- Perseo di Macedonia, sovrano macedone antico (n. 213 a.C.)165 a.C.
- Mattatia, sacerdote ebreo antico164 a.C.
- Antioco IV, sovrano
- Quinto Cassio Longino, politico romano163 a.C.
- Ariarate IV di Cappadocia, re
- Tolomeo Macrone, militare e funzionario egizio162 a.C.
- Antioco V, sovrano (n. 173 a.C.)
- Eleazaro Maccabeo, ebreo antico
- Gneo Ottavio, politico romano160 a.C.

- Artaxias I d'Armenia, sovrano armeno
- Lucio Emilio Paolo Macedonico, politico e militare romano (n. 229 a.C.)
- Eumene II, sovrano (n. 221 a.C.)
- Gaio Lelio, politico e militare romano (n. 235 a.C.)
- Protogene, greco antico
- Sozione il Peripatetico, biografo greco antico
- Timarco